# Kielmeyera anisosepala
Kielmeyera anisosepala är en tvåhjärtbladig växtart som beskrevs av N. Saddi. Kielmeyera anisosepala ingår i släktet Kielmeyera och familjen Calophyllaceae. Inga underarter finns listade i Catalogue of Life.